# Midden-Delfland
Midden-Delfland este o comună în provincia Olanda de Sud, Țările de Jos. 

## Localități componente
Hodenpijl, Den Hoorn, Gaag, Maasland, Negenhuizen, Schipluiden, 't Woudt, Zouteveen, De Zweth.